# Erste Bank Open 2023
Erste Bank Open 2023 a fost un turneu de tenis masculin care s-a jucat pe terenuri cu suprafață dură, în interior. A fost cea de-a 49-a ediție a evenimentului și a făcut parte din seria ATP 500 din cadrul circuitului ATP 2023. S=-a desfășurat la Wiener Stadthalle din Viena, Austria, între 23 și 29 octombrie 2023.

## Campioni

### Simplu
Pentru mai multe informații consultați Erste Bank Open 2023 – Simplu

### Dublu
Pentru mai multe informații consultați Erste Bank Open 2023 – Dublu

## Puncte și premii în bani

### Distribuția punctelor
| Probă           | C   | F   | SF  | QF | R16 | R32 | R64 | Q  | Q2 | Q1 |
| Simplu masculin | 500 | 300 | 180 | 90 | 45  | 20  | 0   | 10 | 4  | 0  |
| Dublu masculin  | 500 | 300 | 180 | 90 | 0   | N/A | N/A | 45 | 25 | 0  |

### Premii în bani
| Probă  | C        | F        | SF       | QF      | R16     | R32     | Q2     | Q1     |
| Simplu | €450,650 | €242,480 | €129,225 | €66,025 | €35,245 | €18,795 | €9,635 | €5,405 |
| Dublu* | €148,020 | €78,950  | €39,940  | €19,970 | €10,340 | N/A     | N/A    | N/A    |

*per echipă